# ロバート・ベンソン (アイスホッケー)
ロバート・ベンソン（Robert Benson, 1894年5月18日 - 1965年9月7日）は、カナダ連邦マニトバ州ウィニペグ出身のプロアイスホッケー選手。
カナダのウィニペグ・ファルコンズのディフェンスマンだった彼は、1920年のアントワープオリンピックで金メダルを獲得した。
1924-25年シーズンにはNHLのボストン・ブルーインズでもプレーした。